# Боярышник ложноразнолистный
Боярышник ложноразнолистный (лат. Crataegus pseudoheterophylla) — кустарник или небольшое дерево, вид рода Боярышник (Crataegus) семейства Розовые (Rosaceae).

## Распространение и экология
В природе ареал вида охватывает Кавказ, Иран, Ирак и Афганистан.
Произрастает на каменистых склонах гор среди кустарников в пределах 1200—2000 м над уровнем моря.

## Ботаническое описание
Кустарник или дерево высотой 1,5—3 м. Ветви серые; ветки вишневого цвета; побеги голые, зеленовато-бурые. Колючки немногочисленные, длиной 1—1,5 см, иногда имеются и облиственные колючки.
Листья широкообратнояйцевидные или почти округлые, с клиновидным основанием, глубоко трёх, реже пятилопастные, с закруглёнными или коротко заострёнными выше середины, неравномерно пильчато-зубчатыми лопастями, длиной 3—4,5 см; на длинных побегах крупнее, 5—7-раздельные, с усечённым основанием, сверху ярко-зелёные, голые, снизу светлее, сизоватые, с тонким восковым налётом и слабым опушением.
Соцветия голые, небольшие, 8—15-цветковые. Цветки с продолговато-треугольноовальными чашелистиками, доходящими ниже середины гипантия.
Плод — красное или коричневато-красное, реже жёлтое, яблоко, широкояйцевидной или широко-эллипсовидной формы, длиной 7—10 мм. Косточка одна, длиной до 7 мм, шириной 5 мм, несколько сжатая и выщербленная с боков, с 2—3 неглубокими бороздками на спинной стороне.
Цветение в июне. Плодоношение в сентябре.

## Таксономия
Вид Боярышник ложноразнолистный входит в род Боярышник (Crataegus) трибы Pyreae подсемейства Спирейные (Spiraeoideae) семейства Розовые (Rosaceae) порядка Розоцветные (Rosales).
|  |                                      |  |                                                              |                                                              |                   |  | ещё 8 семейств (согласно Системе APG III) | ещё 8 семейств (согласно Системе APG III)    |                                              |  |  |  | ещё 7 триб (согласно Системе APG III)         | ещё 7 триб (согласно Системе APG III)         |  |  |  |  | ещё от 200 до 300 видов | ещё от 200 до 300 видов |
|  |                                      |  |                                                              |                                                              |                   |  | ещё 8 семейств (согласно Системе APG III) | ещё 8 семейств (согласно Системе APG III)    |                                              |  |  |  | ещё 7 триб (согласно Системе APG III)         | ещё 7 триб (согласно Системе APG III)         |  |  |  |  | ещё от 200 до 300 видов | ещё от 200 до 300 видов |
|  |                                      |  |                                                              | порядок Розоцветные                                          |                   |  |                                           |                                              | подсемейство Спирейные                       |  |  |  |                                               | род Боярышник                                 |  |  |  |  |                         |                         |
|  |                                      |  |                                                              | порядок Розоцветные                                          |                   |  |                                           |                                              | подсемейство Спирейные                       |  |  |  |                                               | род Боярышник                                 |  |  |  |  |                         |                         |
|  | отдел Цветковые, или Покрытосеменные |  |                                                              |                                                              | семейство Розовые |  |                                           |                                              | триба Pyreae                                 |  |  |  | вид Боярышник ложноразнолистный               |                                               |  |  |  |  |                         |                         |
|  | отдел Цветковые, или Покрытосеменные |  |                                                              |                                                              |                   |  |                                           |                                              |                                              |  |  |  |                                               |                                               |  |  |  |  |                         |                         |
|  |                                      |  | ещё 44 порядка цветковых растений (согласно Системе APG III) | ещё 44 порядка цветковых растений (согласно Системе APG III) |                   |  |                                           | ещё 8 подсемейств (согласно Системе APG III) | ещё 8 подсемейств (согласно Системе APG III) |  |  |  | ещё около 60 родов (согласно Системе APG III) | ещё около 60 родов (согласно Системе APG III) |  |  |  |  |                         |                         |
|  |                                      |  |                                                              | ещё 44 порядка цветковых растений (согласно Системе APG III) |                   |  |                                           |                                              | ещё 8 подсемейств (согласно Системе APG III) |  |  |  |                                               | ещё около 60 родов (согласно Системе APG III) |  |  |  |  |                         |                         |